# Ulvøya (Hole)
Ulvøya est une île de la commune de Hole , dans le comté de Buskerud en Norvège.

## Description
L'île de 0,3 km2 est située dans le Steinsfjorden (en), juste au nord de Sundvollen. C'est maintenant une zone résidentielle.
Le substratum rocheux de l'île est, comme ailleurs dans la région, du grès rouge de Ringerike. L' inscription runique sur l' Alstadsteinen d'Østre Toten indique que la pierre elle-même provient d'Ulvøya. Il y a plusieurs pierres runiques dans la région orientale qui sont sculptées dans le grès de Ringerike.

## Galerie

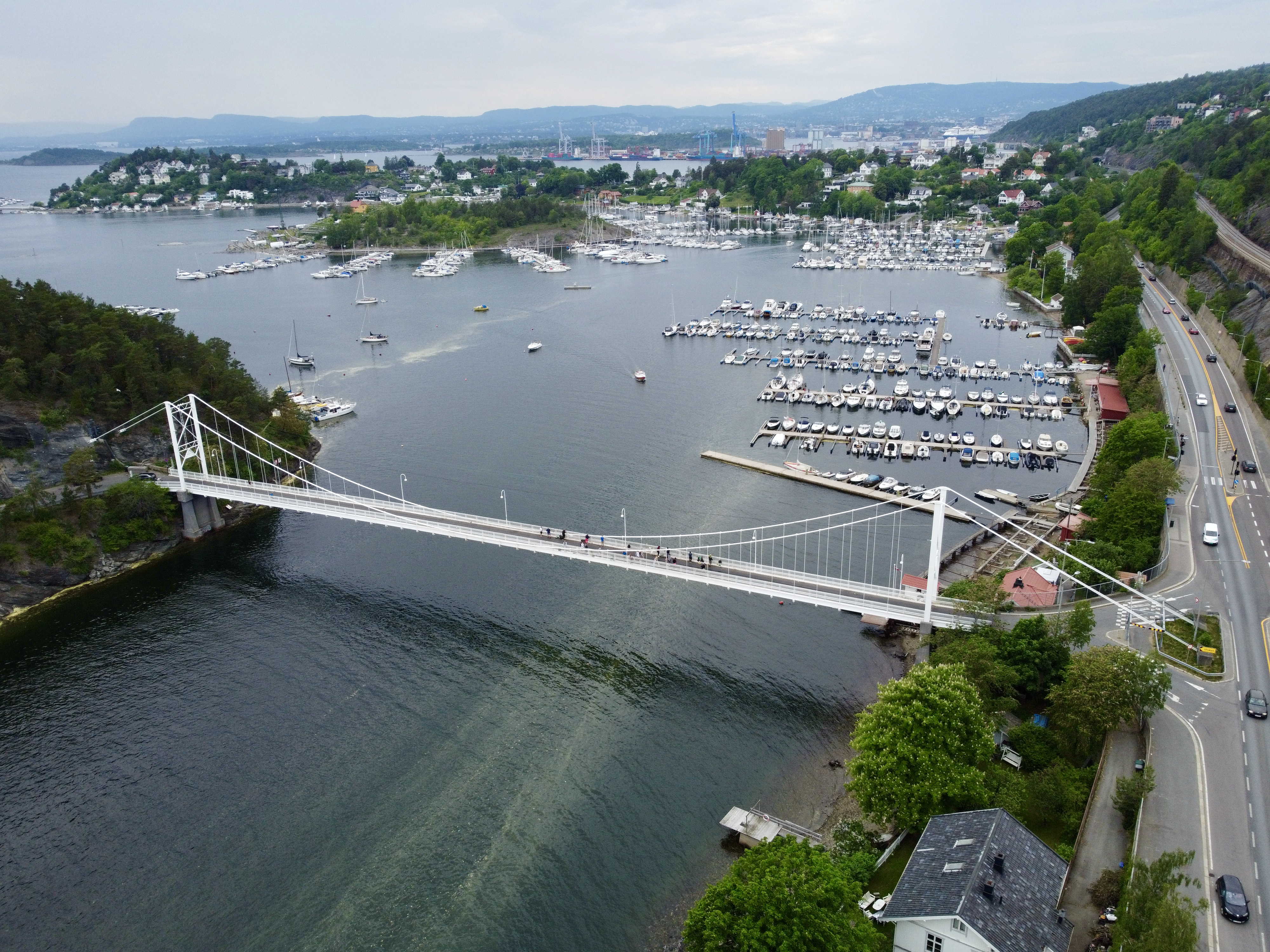
Pont d'Ulvøya
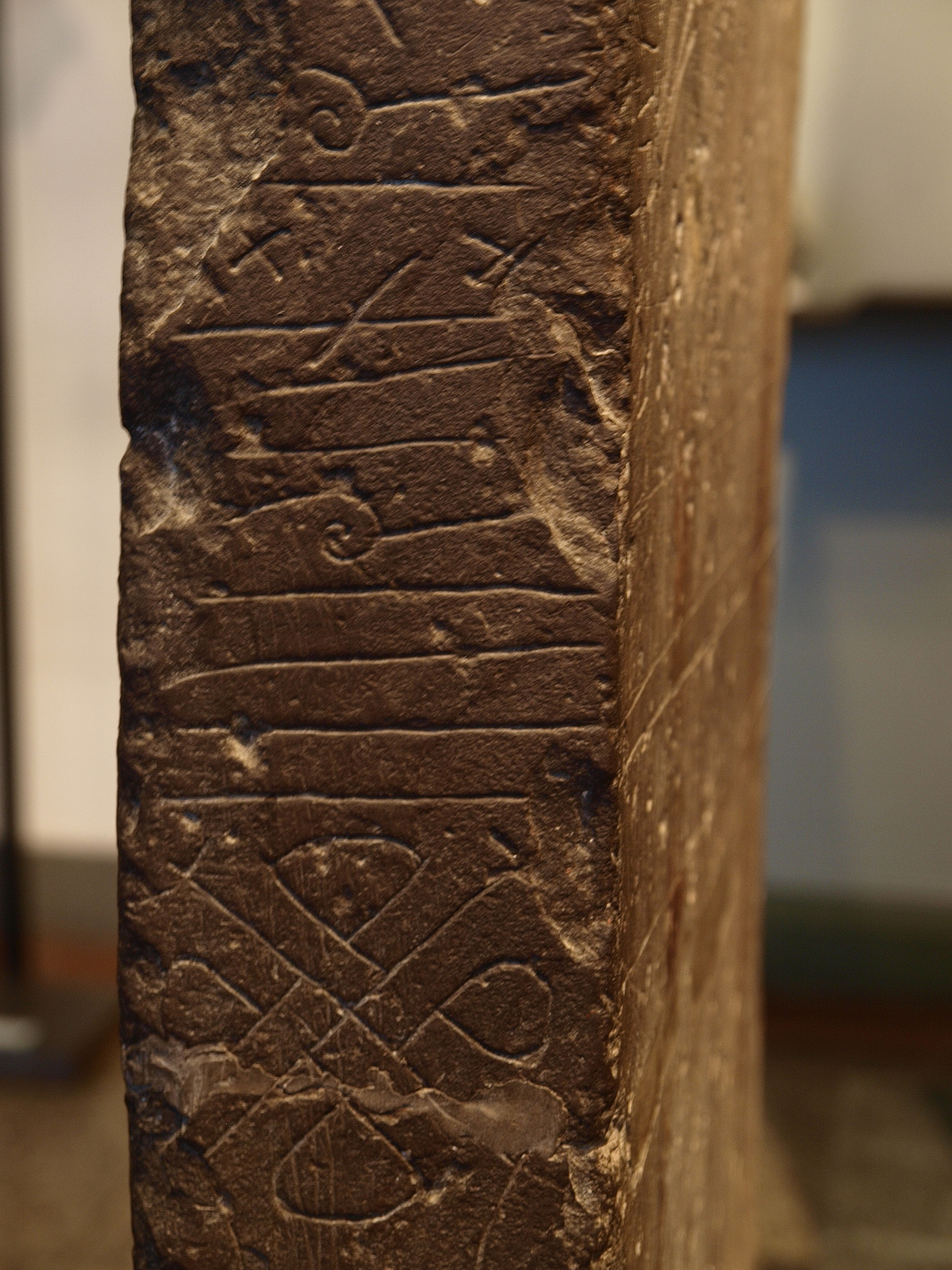
Alstadsteinen